# Indische Frauen-Cricket-Nationalmannschaft in Bangladesch in der Saison 2023
Die Tour der indischen Frauen-Cricket-Nationalmannschaft nach Bangladesch in der Saison 2023 fand vom 9. bis zum 22. Juli 2023 statt. Die internationale Cricket-Tour war Bestandteil der Internationalen Cricket-Saison 2023 und umfasste drei WODIs und drei WTwenty20. Die WODIs waren Teil der ICC Women’s Championship 2022–2025. Indien gewann die WT20-Serie 2–1, während die WODI-Serie 1–1 unentschieden endete.

## Vorgeschichte
Bangladesch spielte zuvor eine Tour in Sri Lanka, für Indien war es die erste Tour der Saison. Das letzte Aufeinandertreffen der beiden Mannschaften bei einer Tour fand in der Saison 2013/14 in Bangladesch statt.

## Stadion
Das folgende Stadion wurden für das Turnier ausgewählt.
| Stadion                                | Stadt | Kapazität | Spiele                     |
| -------------------------------------- | ----- | --------- | -------------------------- |
| Sher-e-Bangla National Cricket Stadium | Dhaka | 26.000    | 1. – 3. WODI; 1. – 3. WT20 |

## Kaderlisten
Bangladesch benannte seinen WT20-Kader am 5. Juli und seinen WODI-Kader am 13. Juli 2023.
| WODI | WODI | WTwenty20 | WTwenty20 |
| Bangladesch | Indien | Bangladesch | Indien |
| --- | --- | --- | --- |
| - Nigar Sultana (K, wk) - Nahida Akter (VK) - Sharmin Akhter - Marufa Akter - Shorna Akter - Disha Biswas - Fargana Hoque - Rabeya Khan - Fahima Khatun - Murshida Khatun - Salma Khatun - Sultana Khatun - Sanjida Akter Meghla - Lata Mondal - Ritu Moni - Sobhana Mostary - Shamima Sultana (wk) | - Harmanpreet Kaur (K) - Smriti Mandhana (VK) - Bareddy Anusha - Yastika Bhatia (wk) - Uma Chetry (wk) - Harleen Deol - Rashi Kanojiya - Amanjot Kaur - Monica Patel - Priya Punia - Sneh Rana - Jemimah Rodrigues - Anjali Sarvani - Deepti Sharma - Meghna Singh - Devika Vaidya - Pooja Vastrakar - Shafali Verma | - Nigar Sultana (K, wk) - Dilara Akter (wk) - Marufa Akter - Nahida Akter - Shorna Akter - Disha Biswas - Rabeya Khan - Fahima Khatun - Murshida Khatun - Salma Khatun - Sultana Khatun - Sanjida Akter Meghla - Ritu Moni - Sobhana Mostary - Shathi Rani - Shamima Sultana (wk) | - Harmanpreet Kaur (K) - Smriti Mandhana (VK) - Bareddy Anusha - Yastika Bhatia (wk) - Uma Chetry (wk) - Harleen Deol - Rashi Kanojiya - Amanjot Kaur - Minnu Mani - Sabbhineni Meghana - Monica Patel - Jemimah Rodrigues - Anjali Sarvani - Deepti Sharma - Meghna Singh - Devika Vaidya - Pooja Vastrakar - Shafali Verma |

## Women’s Twenty20 International

### Erstes WTwenty20 in Dhaka
| 9. Juli Scorecard | Dhaka | Bangladesch 114-5 (20)       | – | Indien 118-3 (16.2) |
|                   |       | Indien gewinnt mit 7 Wickets |   |                     |

Indien gewann den Münzwurf und entschied sich als Feldmannschaft zu beginnen. Als Spielerin des Spiels wurde Harmanpreet Kaur ausgezeichnet.

### Zweites WTwenty20 in Dhaka
| 11. Juli Scorecard | Dhaka | Indien 95-8 (20)          | – | Bangladesch 87 (20) |
|                    |       | Indien gewinnt mit 8 Runs |   |                     |

Indien gewann den Münzwurf und entschied sich als Schlagmannschaft zu beginnen. Als Spielerin des Spiels wurde Deepti Sharma ausgezeichnet.

### Drittes WTwenty20 in Dhaka
| 13. Juli Scorecard | Dhaka | Indien 102-9 (20)                 | – | Bangladesch 103-6 (18.2) |
|                    |       | Bangladesch gewinnt mit 4 Wickets |   |                          |

Indien gewann den Münzwurf und entschied sich als Schlagmannschaft zu beginnen. Als Spielerin des Spiels wurde Shamima Sultana ausgezeichnet.

## Women’s One-Day Internationals

### Erstes WODI in Dhaka
| 16. Juli Scorecard | Dhaka | Bangladesch 152 (43/44)                      | – | Indien 113 (35.5/44) |
|                    |       | Bangladesch gewinnt mit 40 Runs (D/L method) |   |                      |

Indien gewann den Münzwurf und entschied sich als Feldmannschaft zu beginnen. Als Spielerin des Spiels wurde Marufa Akter ausgezeichnet.

### Zweites WODI in Dhaka
| 19. Juli Scorecard | Dhaka | Indien 228-8 (50)           | – | Bangladesch 120 (35.1) |
|                    |       | Indien gewinnt mit 108 Runs |   |                        |

Bangladesch gewann den Münzwurf und entschied sich als Feldmannschaft zu beginnen. Als Spielerin des Spiels wurde Jemimah Rodrigues ausgezeichnet.

### Drittes WODI in Dhaka
| 22. Juli Scorecard | Dhaka | Bangladesch 225-4 (50) | – | Indien 225 (49.3) |
|                    |       | Unentschieden          |   |                   |

Bangladesch gewann den Münzwurf und entschied sich als Schlagmannschaft zu beginnen. Als Spielerin des Spiels wurde Harleen Deol ausgezeichnet.

## Auszeichnungen

### Player of the Series
Als Player of the Series wurden der folgende Spieler ausgezeichnet.
| Serie | Player of the Series |
| ----- | -------------------- |
| WODI  | Fargana Hoque        |
| WT20  | Harmanpreet Kaur     |

### Player of the Match
Als Player of the Match wurden die folgenden Spielerinnen ausgezeichnet.
| Spiel   | Player of the Match |
| ------- | ------------------- |
| 1. WODI | Marufa Akter        |
| 2. WODI | Jemimah Rodrigues   |
| 3. WODI | Harleen Deol        |
| 1. WT20 | Harmanpreet Kaur    |
| 2. WT20 | Deepti Sharma       |
| 3. WT20 | Shamima Sultana     |